# Aeronaft
Die Aeronaft war das dritte von drei für die deutsche Luftwaffe gebauten und von dieser im Zweiten Weltkrieg eingesetzten sogenannten Schleuderschiffen. Sie kam ursprünglich als Falke (Kennung: SP 22) in Dienst und folgte auf die 1938 vom Stapel gelaufene Sperber (SP 11) und ihr im Mai 1942 in Dienst gestelltes Schwesterschiff Bussard (SP 21).

## Bau und Technische Daten
Das Schiff lief am 29. Juli 1940 bei der F.-Schichau-Werft in Pillau mit der Baunummer 1502 vom Stapel und wurde am 22. November 1942 in Dienst gestellt. Es war 98,3 m lang und 14,0 m breit, hatte 2,33 m Tiefgang, und verdrängte 2.040 Tonnen (Standard). Die Falke und ihr Schwesterschiff Bussard waren damit beinahe doppelt so groß wie die Sperber. Zwei 8-Zylinder-Viertakt-Dieselmotoren der Firma KHD gaben ihr 1800 PS; mit ihren zwei Voith-Schneider-Propellern erreichte sie eine Höchstgeschwindigkeit von 12 Knoten. Der Aktionsradius, bei einem Gesamtbunkervorrat von 230 Tonnen Dieselöl, betrug 2900 Seemeilen bei 12 Knoten Marschgeschwindigkeit bzw. 4400 Seemeilen bei 10 Knoten. Die Bewaffnung bestand zunächst aus drei, später fünf 2,0-cm-Fla-Geschützen. Die Besatzung bestand aus 3 Offizieren und 51 Mann.
Das Schiff hatte ein langes, flaches Oberdeck mit einem 20-Tonnen Heinkel-Katapult für Flugboote der Typen Do 18, Do 24 und BV 138 und einem 20-Tonnen-Kran der Firma Kampnagel am Heck. Die Startschleuder konnte Flugzeuge mit einem Startgewicht von bis zu 20 Tonnen katapultieren und diese innerhalb von 2,5 Sekunden auf bis zu 4 g beschleunigen, sodass sie am Ende des Katapultvorganges eine Geschwindigkeit von 180 km/h erreichten. Das Schiff konnte bis zu 120 Tonnen Flugzeugkerosin bunkern und bis zu drei Flugboote oder Wasserflugzeuge gleichzeitig an Deck transportieren.

## Geschichte
Ab Januar 1943 war die Falke bei Bergen (Norwegen), dann 1944 und 1945 in Tromsø und Trondheim stationiert, wo sie, dem „Seenotdienstführer 5 (Nord)“ unterstellt, Seeaufklärern und Seenotrettungsfliegern als Katapultschiff und Tender diente. Am Tage der deutschen Kapitulation (8. Mai 1945) war das Schiff in Trondheim, wo es in britische Hände fiel.
Nach Kriegsende wurde das Schiff 1946 als Kriegsbeute an die Sowjetunion ausgeliefert, die es ab 25. Oktober 1946 unter dem Namen Aeronaft als Versorgungs- und Bergungsschiff in der Nordflotte einsetzte. Die Aeronaft wurde 1968 ausgemustert.